# Brasil Tennis Cup 2013
Brasil Tennis Cup 2013 — жіночий тенісний турнір, що проходив на відкритих кортах з твердим покриттям. Це був перший турнір Brasil Tennis Cup починаючи з 2002 року. Належав до категорії International в рамках Туру WTA 2013. Відбувся у Флоріанополісі (Бразилія) з 24 лютого до 3 березня 2013 року.

## Учасниці основної сітки в одиночному розряді

### Сіяні
| Країна     | Гравчиня                | Рейтинг1 | Сіяна |
| ---------- | ----------------------- | -------- | ----- |
| США        | Вінус Вільямс           | 21       | 1     |
| Казахстан  | Ярослава Шведова        | 32       | 2     |
| Бельгія    | Кірстен Фліпкенс        | 34       | 3     |
| ПАР        | Шанелль Схеперс         | 58       | 4     |
| Словаччина | Магдалена Рибарикова    | 59       | 5     |
| Іспанія    | Анабель Медіна Гаррігес | 61       | 6     |
| Франція    | Крістіна Младенович     | 63       | 7     |
| Німеччина  | Анніка Бек              | 65       | 8     |

- Рейтинг подано станом на 18 лютого 2013.

### Інші учасниці
Нижче наведено учасниць, які отримали вайлдкард на участь в основній сітці:
- Марія Фернанда Алвеш[6]
- Паула Крістіна Гонсалвіш[6]
- Беатріс Аддад Майя[6]

Нижче наведено гравчинь, які пробились в основну сітку через стадію кваліфікації:
- Крістіна Барруа
- Беатріс Гарсія-Відагані
- Сюй Цзеюй
- Марія Ірігоєн
- Тереза Мрдежа
- Адріана Перес

### Знялись з турніру
До початку турніру
- Петра Цетковська
- Каміла Джорджі (shoulder injury)
- Лора Робсон
- Стефані Фегеле
- Галина Воскобоєва

## Учасниці основної сітки в парному розряді

### Сіяні
| Країна   | Гравчиня                | Країна    | Гравчиня            | Рейтинг1 | Сіяна |
| -------- | ----------------------- | --------- | ------------------- | -------- | ----- |
| Іспанія  | Анабель Медіна Гаррігес | Казахстан | Ярослава Шведова    | 50       | 1     |
| Хорватія | Петра Мартич            | Франція   | Крістіна Младенович | 124      | 2     |
| Угорщина | Тімеа Бабош             | Японія    | Кіміко Дате         | 149      | 3     |
| Росія    | Ніна Братчикова         | Грузія    | Оксана Калашникова  | 162      | 4     |

- Рейтинг подано станом на 18 лютого 2013.

### Інші учасниці
Нижче наведено пари, які отримали вайлдкард на участь в основній сітці:
- Карла Форте /  Беатріс Аддад Майя

## Переможниці

### Одиночний розряд
- Моніка Нікулеску —  Ольга Пучкова, 6–2, 4–6, 6–4

### Парний розряд
- Анабель Медіна Гаррігес /  Ярослава Шведова —  Енн Кеотавонг /  Валерія Савіних, 6–0, 6–4